# イオン化粧品
イオン化粧品株式会社 (英語: ION COSMETICS Co., Ltd.) は、大阪府大阪狭山市に本社を置く化粧品メーカー。商業施設を運営するイオンとは無関係である。

## 会社概要
天然温泉が持つミネラルイオンの効能を有した化粧品を、創業者である屋久家盛が1977年（昭和52年）から販売している。特に「イオンクリーム」は長きにわたって雑誌などで取り上げられている。
現在では羽田空港や大阪空港、鹿児島空港などに屋内広告などを設置し「温泉蒸しタオル美容」を広めるなどの活動も行っている。
2009年（平成21年）には、映画『火天の城』（主演：西田敏行）を制作した。

## スポンサー番組
提供クレジットはイオン化粧品だったが、2012年（平成24年）10月よりION Keshoとなっている。

### 現在
- ホンマでっか!?TV（フジテレビ系27局） - 2019年4月〜

※ 同枠にて毎年12月に放送される「FNS歌謡祭」を含めた振替特番にも弊社のCMが流れている。
（例・「梅沢富美男のズバッと聞きます!」（〜2019年9月まで水曜22時放送）や「BACK TO SCHOOL!」（同年10月 - 2020年3月に水曜22時放送）の拡大スペシャル）

### 過去
- スター爆笑Q&A（讀賣テレビ放送制作・日本テレビ系）1982年3月〜番組終了まで
- 木曜ドラマ（テレビ朝日系全国ネット、1992年4月〜2011年3月31日）
- ION Kesho Presents恵みの湯〜贅沢な時間〜（BS日テレ・2012年11月20日）
- 嵐にしやがれ 元旦2時間半SP（日本テレビ系全国ネット・2013年1月1日）
- 情報プレゼンター とくダネ!（フジテレビ系全国ネット）（2009年頃〜2013年3月）
- 徹子の部屋（テレビ朝日系全国ネット）（2012年10月〜2013年3月）
- ION Kesho ジャパンフィギュア団体戦（東海テレビ制作・フジテレビ系、2011年〜2013年まで）
- ION Kesho presents堺でございます（BSフジ・1社提供、2013年4月〜2018年3月）

## CM出演者

### 現在
- 木村多江
- 鶴田真由
- 安めぐみ

### 過去
- 梶芽衣子
- クロード・チアリ
- ジュディ・オング
- 八千草薫